# Devil’s Peak (Hongkong)

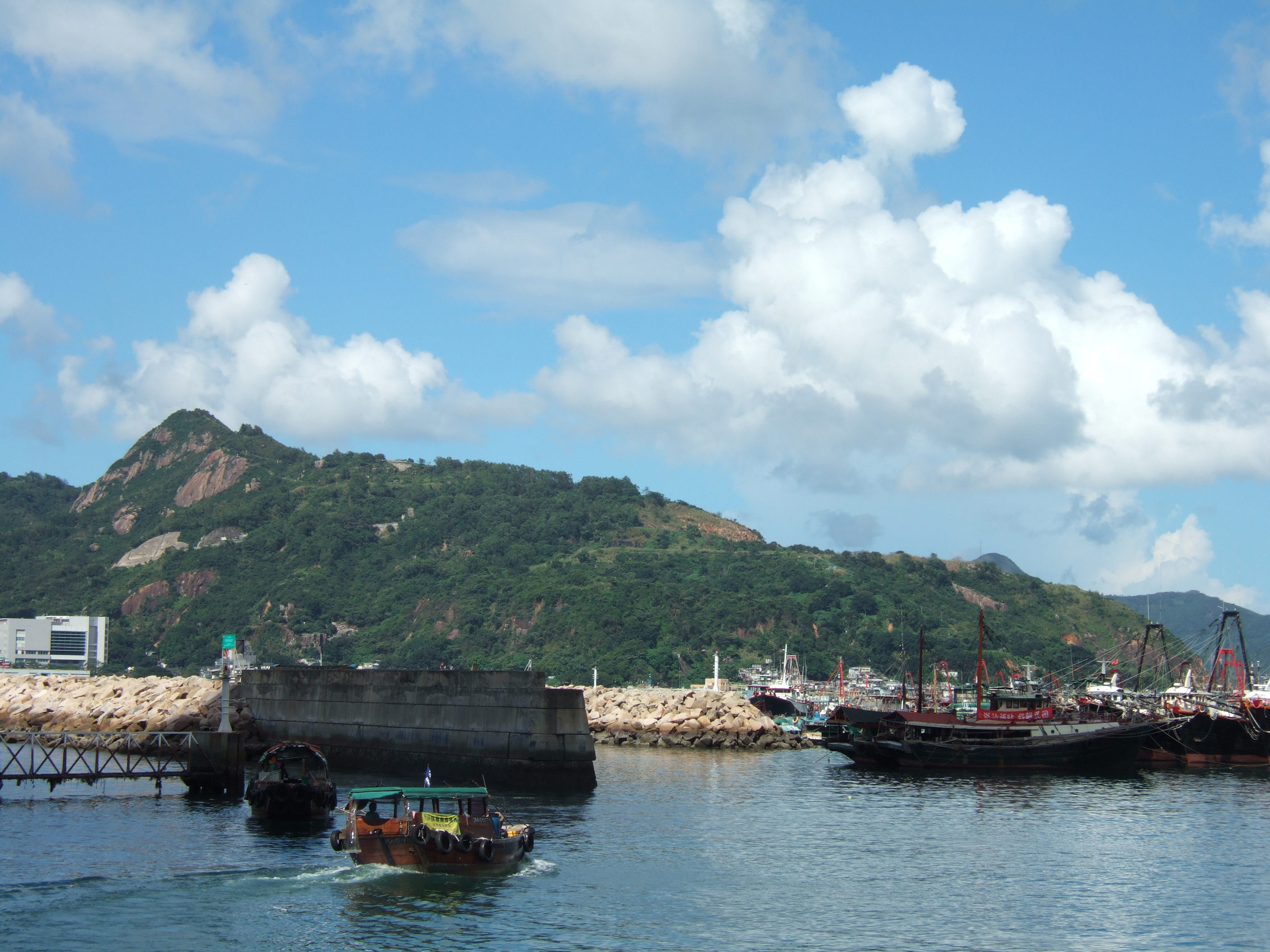
Blick zum Devil’s Peak von Shaukeiwan Typhoon Shelter aus über den Lei-Yue-Mun-Kanal.

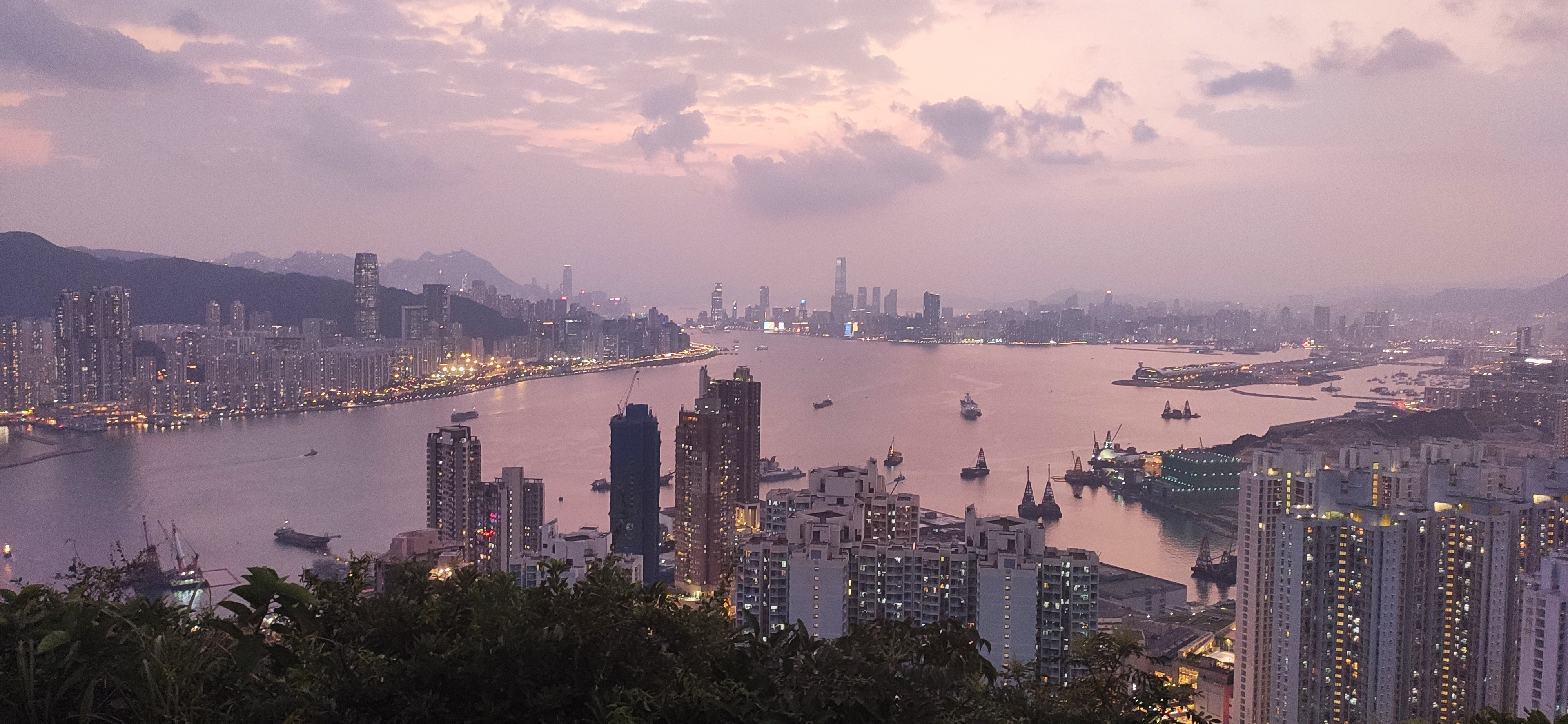
Blick auf Victoria Harbour vom Gipfel des Devil’s Peak.

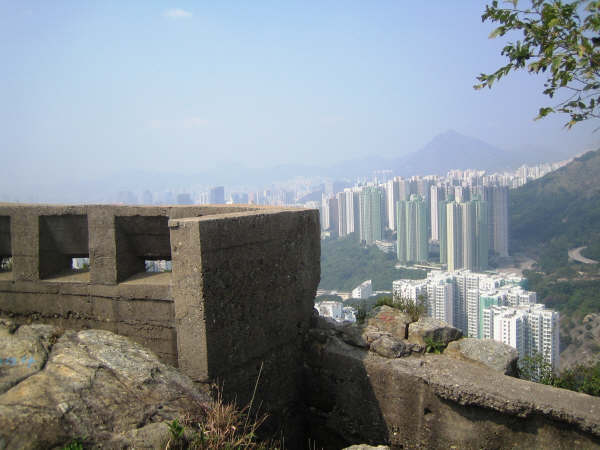
Überreste der Befestigungsanlagen am Devil’s Peak.

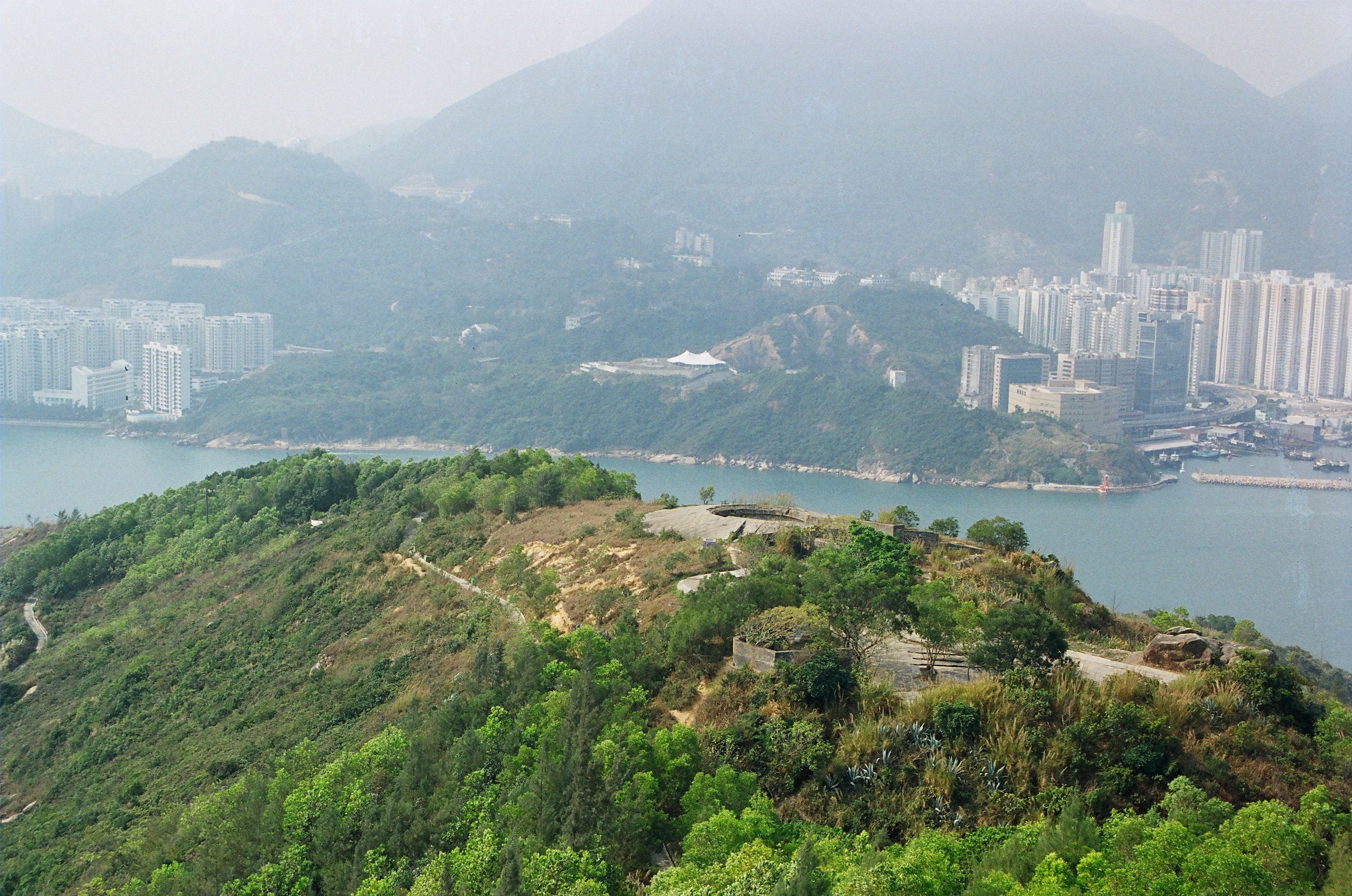
Blick auf Gough Battery, mit Lei Yue Mun und Victoria Harbour im Hintergrund.

Devil’s Peak (chinesisch 魔鬼山, Pinyin Móguǐ Shān, amtlich Pau Toi Shan 炮台山,  Pàotái Shān, ugs. Mo Kwai Ling 魔鬼嶺 / 魔鬼岭,  Móguǐ Lǐng, kurz Kwai Ling 鬼嶺 / 鬼岭,  Guǐ Lǐng) ist ein Berg am Lei-Yue-Mun-Kanal bei Yau Tong östlich von Kowloon. Es befindet sich im Verwaltungsdistrikt Sai Kung von Hongkong. Das Gebiet rund um den Peak diente bis ins 20. Jahrhundert der British Army als Garnisonsgelände und war davor im 19. Jahrhundert Versteck für Piraten, die von dort die Passage von Lei Yue Mun kontrollierten. Der Kanal war eine wichtige nautische Passage zum Victoria Harbour. Die Überreste eines Unterstands (englisch redoubt) und Geschützstände (englisch batteries) sind noch immer am Berg vorhanden.

## Geographie
Devil’s Peak ist ein Ausläufer der Berge auf dem Festland im Nordosten von Victoria Harbour; nach Norden schließ sich direkt der Chiu Keng Wan Shan (照鏡環山 – Zhàojìnghuán shān) an. Auf dem Bergrücken verläuft die Grenze zwischen Kowloon und den New Territories von Norden nach Süden. Der Berg selbst liegt zwischen dem Hafen (im Westen), dem Lei-Yue-Mun-Kanal und der Junk Bay (將軍澳 – Jiāngjūn ào) im Osten. Er steigt bis auf 222 m an. An seinen Hängen liegen die Siedlungen von Yau Tong (油塘 – Yóu táng, SW), Tiu Keng Leng (調景嶺 – Diàojǐng lǐng, NO) und die Dörfer Ma Wan Tsuen (馬環村 – Mǎhuán cūn), Ma Pui Tsuen (馬背村 – Mǎbèi cūn) und Che Ting Tsuen (輋頂村 – Shēdǐng cūn) im Süden. Am Südzipfel der Landzunge gibt es einen ehemaligen Steinbruch (Old Lei Yue Mun Quarry – 鯉魚門三家村舊礦場 – Lǐyúmén Sānjiācūn Jiùkuàngchǎng) und verteilt liegen mehrere Trinkwasserreservoirs. Am Nordosthang des Peak liegt auch der Junk Bay Chinese Permanent Cemetery (將軍澳華人永遠墳場 – Jiāngjūn Ào Huárén Yǒngyuǎn Fénchǎng).

## Militärische Geschichte
Die Militärischen Anlagen am Devil’s Peak wurden zwischen 1900 und 1914 angelegt. Die vier Hauptkomplexe, die sich erhalten haben, sind:
- Devil’s Peak Redoubt am Gipfel (1914).[2]
- Ein kleiner Gefechtsstand auf 196 m.
- Gough Battery[3] – die obere Batterie auf 160 m wurde 1898 gebaut und war mit zwei 6-inch Guns bestückt; eine davon wurde später durch 9.2-inch guns ersetzt. Die Geschütze wurden in 1936 abgebaut und zum Stanley Fort gebracht. Die Anlage wurde wahrscheinlich nach dem damaligen Commander-in-Chief der britischen Truppen in China Hugh Gough benannt.
- Pottinger Battery – untere Batterie auf 81 m, ursprünglich bestückt mit 9.2-inch Guns; die Kanonen wurden 1936 zur Bokhara Battery am Cape D’Aguilar versetzt; die Batterie ist benannt nach Gouverneur Sir Henry Pottinger.

Hauptsächlich während des Zweiten Weltkrieges waren dort Einheiten des 5/7 Rajput Regiment sowie der 1st Mountain Battery des Hong Kong Singapore Battalion of the Royal Artillery bei der Schlacht um Hongkong stationiert.

## Wandern
Der 3. Abschnitt des Wilson-Trail-Wanderpfads (衛奕信徑第三段, englisch Section 3 of the Wilson Trail) mit einer Gesamtlänge von etwa 9,3 Kilometer verläuft im Fußbereich des Devil’s Peak. Das historische Fort kann zu Fuß sowohl über den Wanderpfad als auch alternativ über die Ortschaft Yau Tong oder Lam Tin besucht werden.